# Pseudotyphlops philippinus
Pseudotyphlops philippinus är en ormart som beskrevs av Müller 1832. Pseudotyphlops philippinus är ensam i släktet Pseudotyphlops som ingår i familjen sköldsvansormar. Inga underarter finns listade i Catalogue of Life.
Arten blir upp till 50 cm lång. Den förekommer på Sri Lanka och gräver i det övre jordlagret efter daggmaskar. Honor lägger inga ägg utan föder levande ungar. Ormen hittas i motsats till artepitet inte på Filippinerna.
Enligt The Reptile Databas beskrevs arten tidigare under 1832 av samma auktor med artepitet saffragamus. Dessutom listas ormen i databasen i släktet Rhinophis.